# 국제운전사형제단
국제운전사형제단(영어: International Brotherhood of Teamsters; IBT)는 미국과 캐나다에서 활동하는 노동조합이다. 1903년 복두마차운전수국제조합(Team Drivers International Union)과 복두마차전국조합(Teamsters National Union)이 합병되어 출범했다.